# 부천종합운동장역
부천종합운동장역(Bucheon Stadium station, 富川綜合運動場驛)은 경기도 부천시 원미구 춘의동에 있는 서울 지하철 7호선, 수도권 전철 서해선의 전철역으로 환승역이다. 인근에 부천종합운동장이 있다.

## 역사
- 2012년 10월 27일 : 서울 지하철 7호선 온수 ~ 부평구청 연장 구간 개통과 함께 영업 개시
- 2015년 12월 22일 : 수도권 전철 서해선 착공[1]
- 2022년 1월 1일 : 인천교통공사로 운영권 이관
- 2023년 7월 1일 : 수도권 전철 서해선 소사 ~ 대곡 구간 개통과 함께 환승역이 됨

## 역 구조
7호선은 1면 2선의 섬식 승강장, 수도권 전철 서해선은 2면 2선의 상대식 승강장이다. 두 노선 모두 스크린도어가 설치되어 있다. 출구는 5개가 있다.

### 7호선 승강장
| 까치울↑  |
| 하 상 \| |
| ↓춘의    |

| 상행 | ● 서울 지하철 7호선 | 온수 · 대림 · 강남구청 · 상봉 · 장암 방면       |
| 하행 | ● 서울 지하철 7호선 | 신중동 · 부천시청 · 상동 · 부평구청 · 석남 방면 |

### 수도권 전철 서해선 승강장
| ↑ 원종 |
| \| 하  |
| 소사↓  |

| 상행 | ● 수도권 전철 서해선 | 김포공항 · 대곡 · 일산 방면 |
| 하행 | ● 수도권 전철 서해선 | 시흥시청 · 초지 · 원시 방면 |

## 역 주변
- 부천종합운동장 (프로축구 K리그2 부천 FC 1995 홈구장)
- 부천 레포츠공원
- 부천시립원미도서관
- 부천 현충탑
- 춘의종합사회복지관
- 중요무형문화재 부천전수관
- 춘의동
- 여월동
- 성곡동
- 원미동
- 소신여객 춘의차고지
- 당아래사거리
- 부천오정경찰서
- 인천교통공사 7호선 운영사업단
- 까치울중학교
- 부천활박물관

## 이용객 변동
2012년 자료는 개통일인 2012년 10월 27일부터 12월 31일까지인 66일 기준으로 환산한 것이다.
| 노선   | 노선   | 일평균 인원수 (명/일) | 일평균 인원수 (명/일) | 일평균 인원수 (명/일) | 일평균 인원수 (명/일) | 일평균 인원수 (명/일) | 일평균 인원수 (명/일) | 일평균 인원수 (명/일) | 일평균 인원수 (명/일) | 일평균 인원수 (명/일) | 일평균 인원수 (명/일) | 일평균 인원수 (명/일) | 일평균 인원수 (명/일) | 일평균 인원수 (명/일) | 각주        |
| 노선   | 노선   | 2010년                | 2011년                | 2012년                | 2013년                | 2014년                | 2015년                | 2016년                | 2017년                | 2018년                | 2020년                | 2021년                | 2022년                | 2023년                | 각주        |
| ------ | ------ | --------------------- | --------------------- | --------------------- | --------------------- | --------------------- | --------------------- | --------------------- | --------------------- | --------------------- | --------------------- | --------------------- | --------------------- | --------------------- | ----------- |
| 7호선  | 승차   | 미개통                | 미개통                | 3,859                 | 4,780                 | 5,440                 | 5,624                 | 5,647                 | 5,560                 | 5,240                 |                       |                       |                       |                       | [ 2 ] [ 3 ] |
| 7호선  | 하차   | 미개통                | 미개통                | 3,592                 | 4,352                 | 4,984                 | 5,178                 | 5,182                 | 5,049                 | 4,490                 |                       |                       |                       |                       | [ 2 ] [ 3 ] |
| 7호선  | 승하차 | 미개통                | 미개통                | 7,451                 | 9,132                 | 10,426                | 10,802                | 10,829                | 10,609                | 9,730                 |                       |                       |                       |                       | [ 2 ] [ 3 ] |
| 서해선 | 승차   | 미개통                | 미개통                | 미개통                | 미개통                | 미개통                | 미개통                | 미개통                | 미개통                | 미개통                | 미개통                | 미개통                | 미개통                | 967                   |             |
| 서해선 | 하차   | 미개통                | 미개통                | 미개통                | 미개통                | 미개통                | 미개통                | 미개통                | 미개통                | 미개통                | 미개통                | 미개통                | 미개통                | 817                   |             |

## 사진

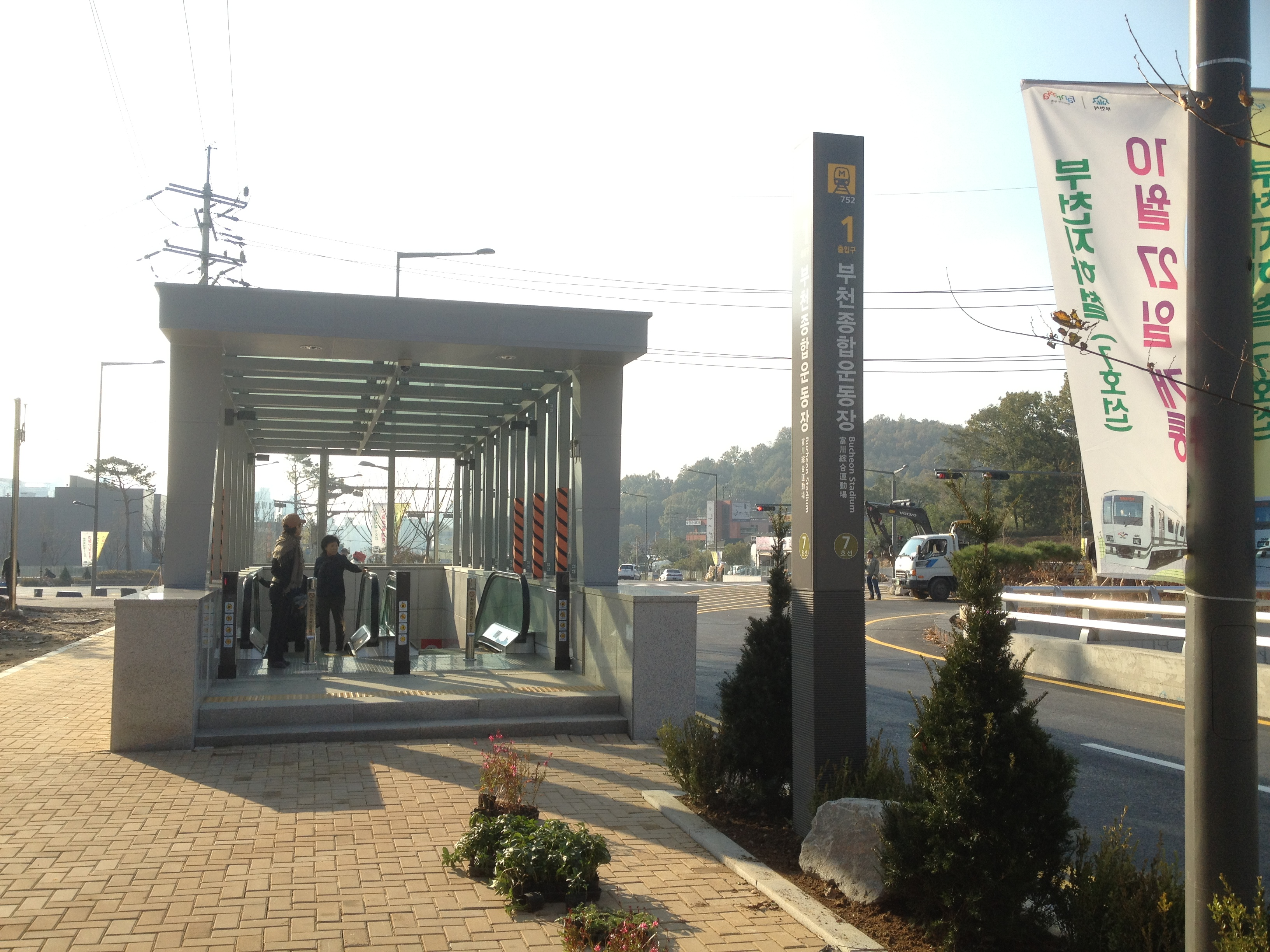
1번출구
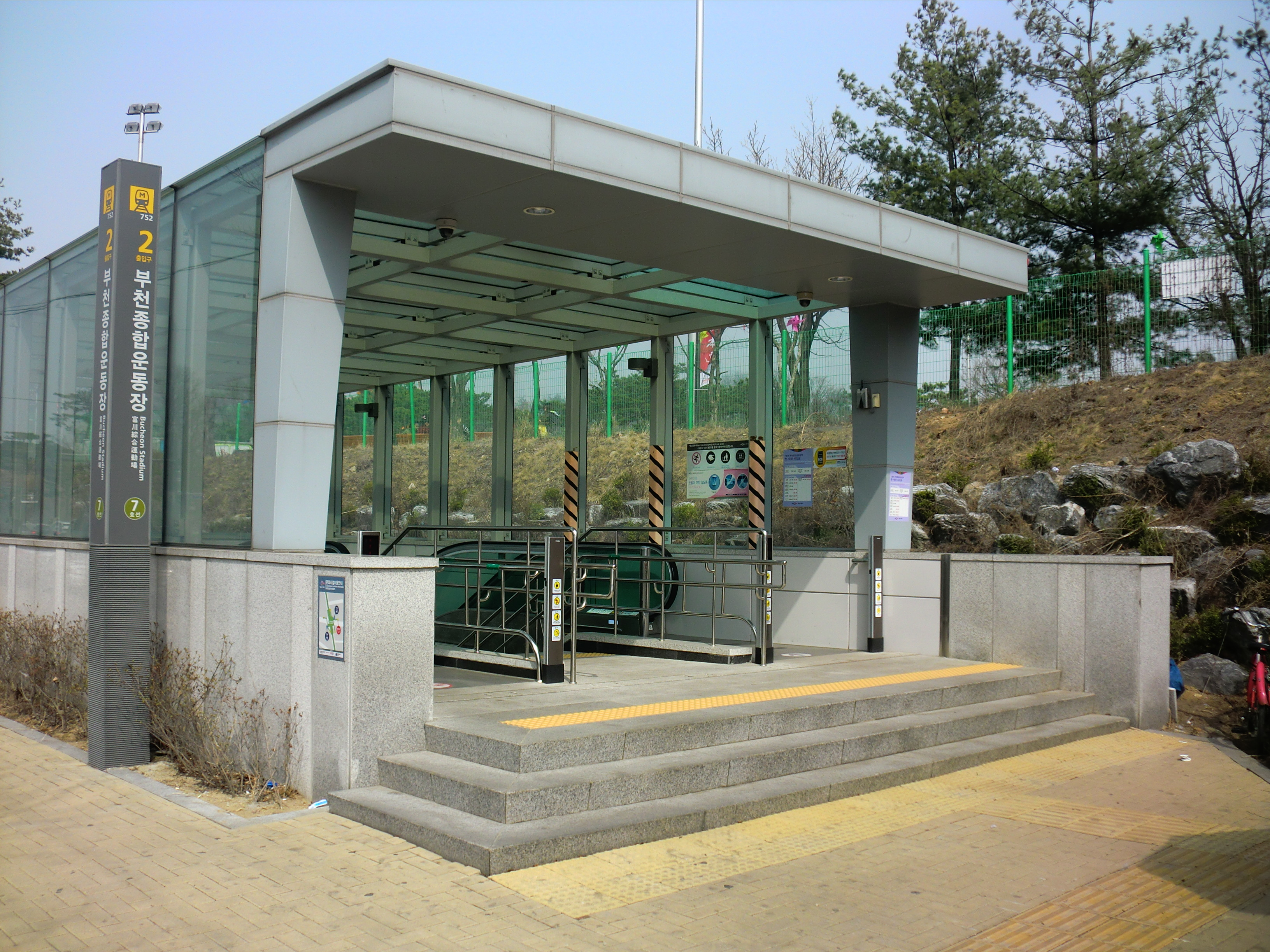
2번출구
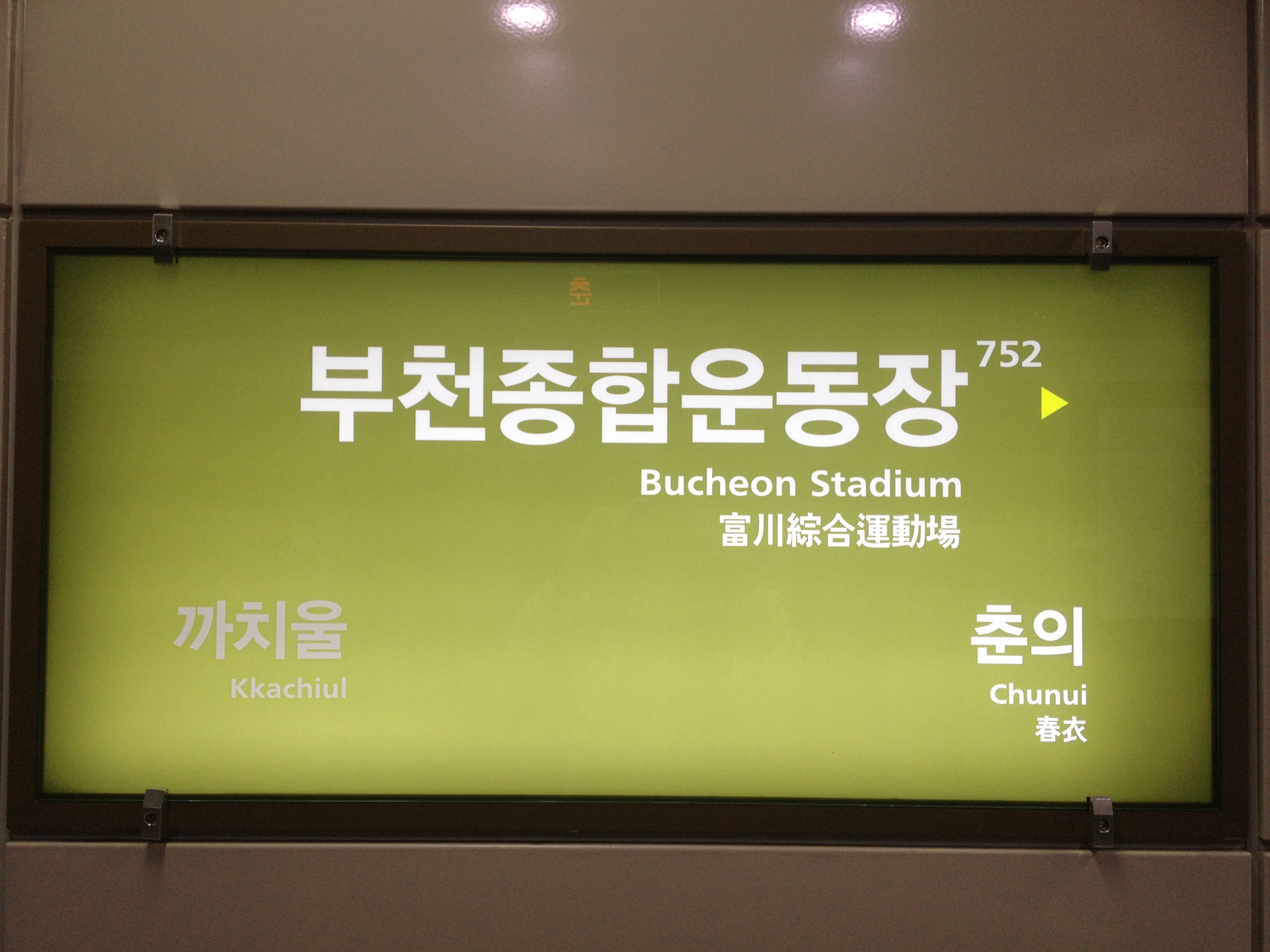
역명판
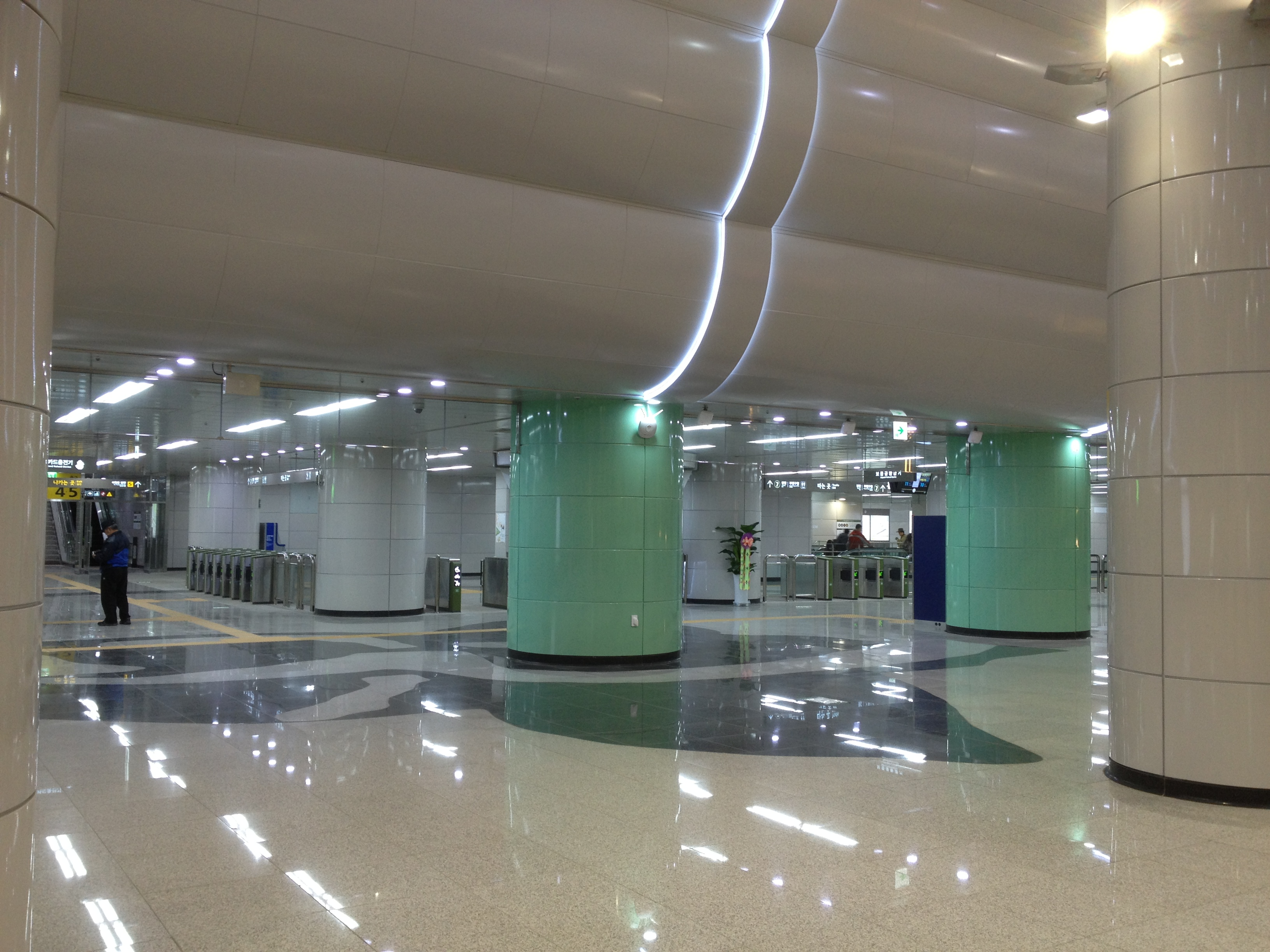
대합실
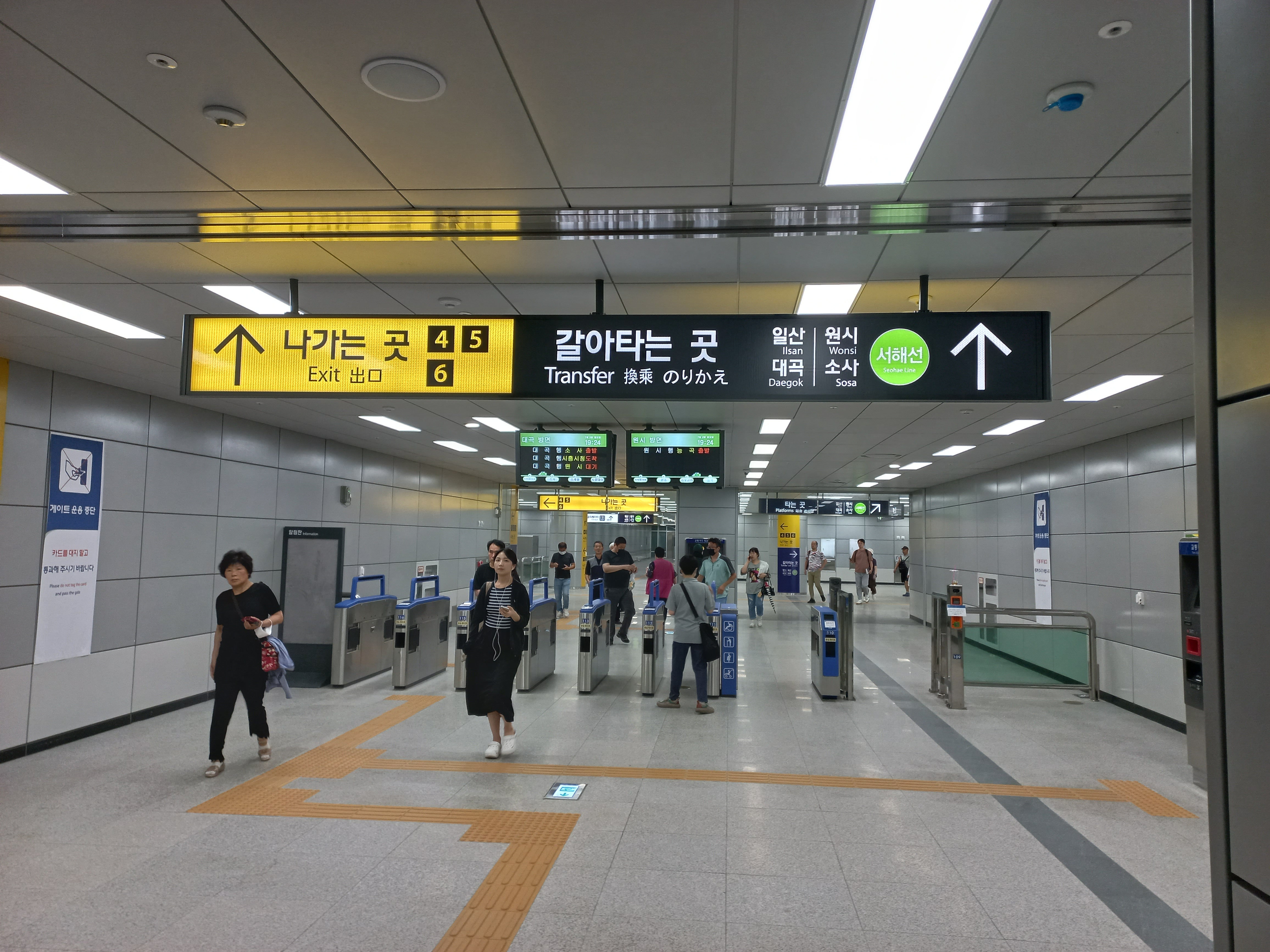
환승출입구
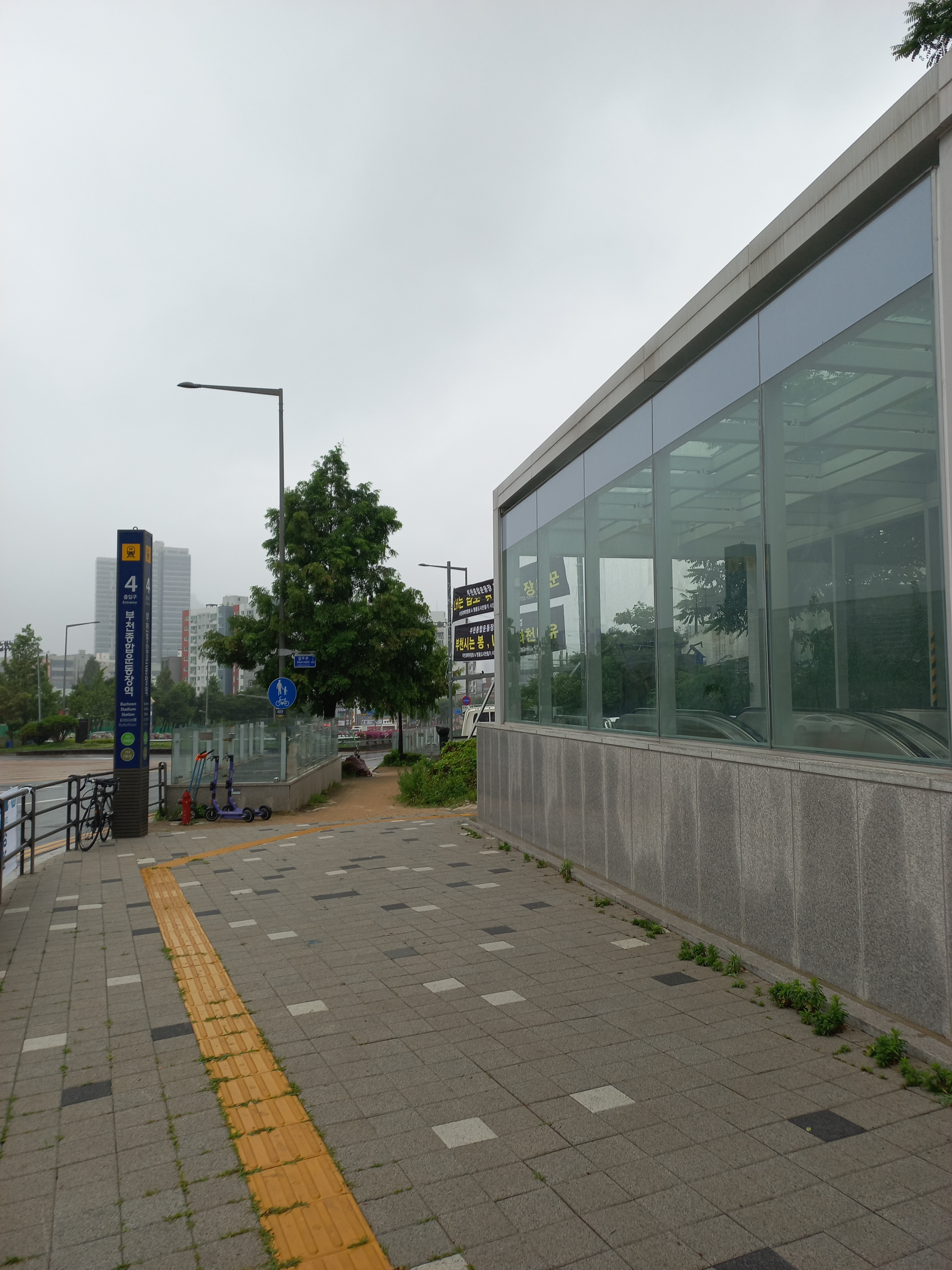
4번출구
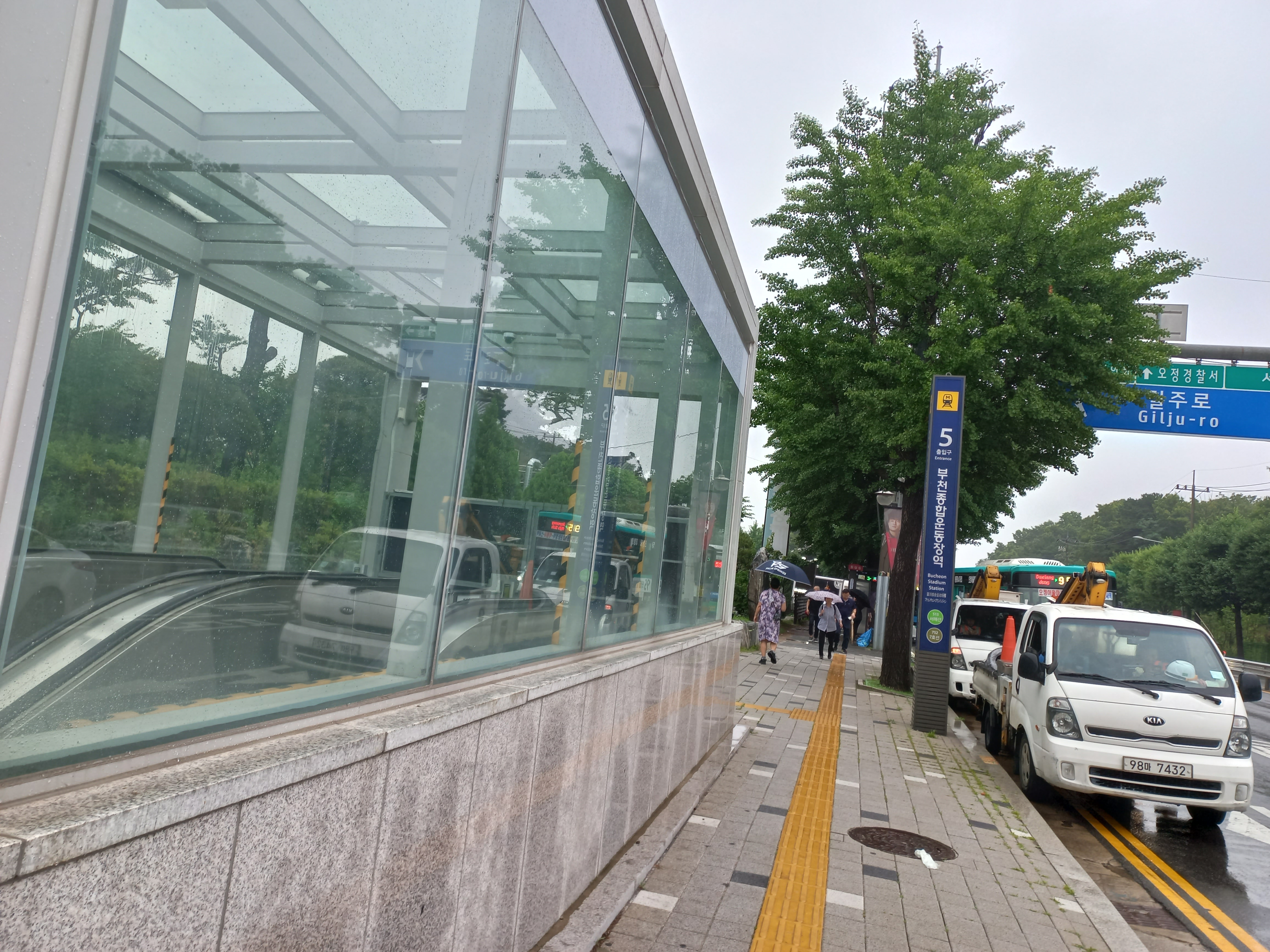
5번출구

## 인접한 역
| 서울 지하철 7호선    | 서울 지하철 7호선    | 서울 지하철 7호선  |
| -------------------- | -------------------- | ------------------ |
| 751 까치울 장암 방면 | ● 서울 지하철 7호선  | 753 춘의 석남 방면 |
| 수도권 전철 서해선   |                      |                    |
| S14 원종 일산 방면   | ● 수도권 전철 서해선 | S16 소사 원시 방면 |

## 같이 보기
- 고색역